# Platychorda
Platychorda là một chi thực vật có hoa trong họ Restionaceae.